# Pierre Dagenais (acteur)
Pour les articles homonymes, voir Pierre Dagenais et Dagenais.
Pierre Dagenais (né le 28 mai 1923, mort le 24 décembre 1990 à l'âge de 67 ans) est un acteur, metteur en scène, scénariste et directeur de théâtre québécois.

## Biographie

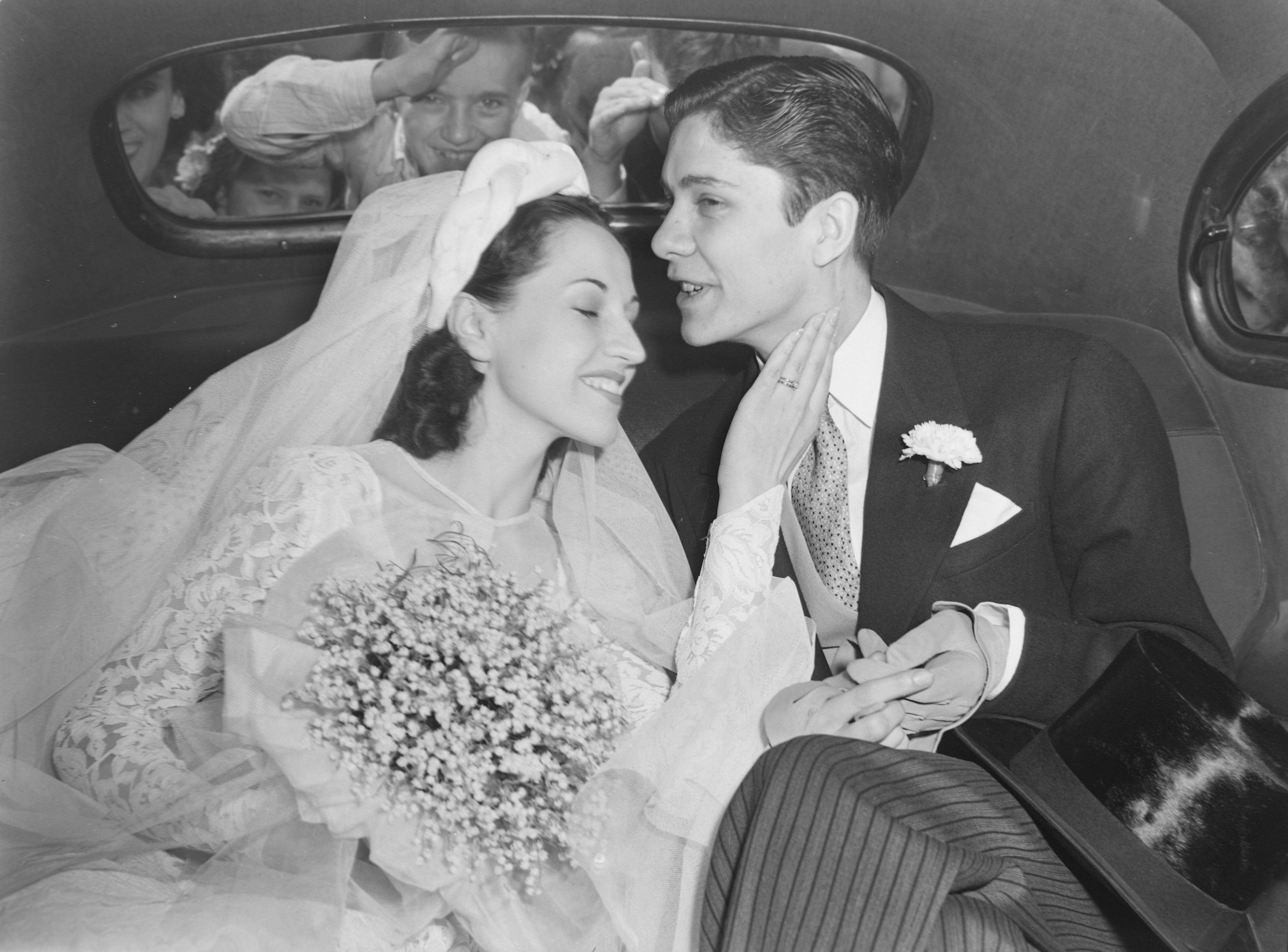
Dagenais vient d'épouser Janine Sutto en 1940.

Comédien bien connu du public, Pierre Dagenais, est aussi l'un des plus importants scénaristes et metteurs en scène du Québec.
Issu d'un milieu familial modeste comptant cinq enfants, il commence ses études au Collège Sainte-Marie de Montréal. Après quelques cours en philosophie à l'Université de Montréal, il décide d'orienter sa carrière vers l'art dramatique.
À vingt ans (en 1943), Pierre Dagenais devient réalisateur du feuilleton radiophonique Métropole écrit par Robert Choquette. En 1942, il fait paraître un manifeste dans plusieurs journaux montréalais "Ce que sera l'Équipe" qui annonce la création d'une compagnie de théâtre qu'il dirigera et qui met de l'avant une série de réformes visant non seulement à améliorer la qualité des spectacles, mais aussi à travailler dans le respect et la dignité des acteurs. L'Équipe se forme autour d'un petit noyau de jeunes comédiens dont Janine Sutto, Nini Durand, Yvette Brind'Amour, Robert Gadouas et Jean-Pierre Masson. L'Équipe lui vaudra de brillants succès, dont un mémorable Songe d'une nuit d'été que la compagnie présente dans les jardins de l'Ermitage mais aussi des échecs répétés et des problèmes financiers qui le forcent (en 1948) à mettre fin à cette expérience. 
Par la suite, il décide alors d'écrire pour le radio et signera plusieurs feuilletons radiophoniques dans la décennie qui suit.
Il est aussi un comédien actif tant sur scène qu'à la radio et à la télévision.
En 1974, son ouvrage Et je suis resté au Québec rappelle aux Québécois la lutte que les gens de théâtre ont menée pour assurer la vitalité culturelle des francophones.
Le fonds d'archives de Pierre Dagenais est conservé au centre d'archives de Montréal de Bibliothèque et Archives nationales du Québec.

## Filmographie
Acteur
- 1945 : Le Père Chopin
- 1954 : 14, rue de Galais (série télévisée) : Me Gravet
- 1954 : Les Contes du jeudi (série jeunesse)
- 1955 : Je me souviens (série télévisée)
- 1955 à 1958 : Beau temps, mauvais temps (série télévisée) : Léopold Mackay
- 1956 : Quatuor : Le Fils du bedeau (téléthéâtre)
- 1958 : La Rivière perdue : La Cache au trésor (série jeunesse)
- 1959 à 1962 : Ouragan (série télévisée)
- 1959 à 1963 : Joie de vivre (série télévisée) : Hector Pépin
- 1959 à 1963 : Le Grand Duc (série jeunesse)
- 1963 : Atout... meurtre (série télévisée)
- 1968 : Le Paradis terrestre (série télévisée)
- 1972 : Les Smattes : Thomas Drouin

Scénariste
- 1954 : Les Contes du jeudi (série télévisée)
- 1961 : Ma femme et moi (série télévisée)
- 1963 : Le Feu sacré (série télévisée)
- 1963 : Atout... meurtre (série télévisée)

Voix
- 1956 : Le Village enchanté : Narrateur

## Sources
- Renée Legris, Dictionnaire des auteurs du radio-feuilleton québécois, Fides, 1981
- Sylvain Schryburt, « Dagenais, Pierre », dans l'Encyclopédie canadienne
- Dictionnaire des artistes du théâtre québécois, Cahiers de théâtre Jeu, Québec Amérique, 2008
- Jean-Cléo Godin, "L'Équipe (1942-1948) de Pierre Dagenais", dans L'Annuaire théâtral, no 23, printemps 1998